# Мирови съд (България)
Мировият съд е еднолично, първоинстанционно съдилище в Княжество България, създадено през 1880 г. На мировия съд са подсъдни всички граждански и наказателни дела, с изключение на тези, подсъдни на окръжния съд като първа инстанция. Делата на мировите съдилища са подсъдни на окръжните – като втора (въззивна) инстанция.
Мировите съдилища в страната действат до 12.11.1934 г.
Видовете съдебни дела, подсъдност, териториалност, решения, присъди, наказания, глоби, други санкции, огледи извършени от мировия съдия, принудително изпълнение за дълг и освобождаване на имот; процесуални действия, нотариални действия и други, са уредени в система от материални и процесуални закони, част от които са:
- Закон – съдопроизводство по углавните дела, които са подсъдни на мировите съдии (1880 г.);[2]
- Закон за нотариусите и мировите съдии (1885 г.);
- Закон за углавното съдопроизводство (1897 г.);[3]
- Закон за заповедното съдопроизводство (1897 г.);[4]
- Закон за устройство на съдилищата (1898 г.) и други.

## История
Правният институт е заимстван от руския Устав за съдебните учреждения от 1864 г., въз основа приемствеността от предходното временно руско управление. Със Закона за устройство на съдилищата (от 1880 г.) се създава, освен мировия съд, и прокурорският институт.
Мировият съд се налага като основа на правосъдието в историята на Третата българска държава, както поради необходимостта от евтино и бързо правораздаване по масовите и незначителни наказателни и граждански дела, така и заради липсата на граждани с юридическо образование, които да заемат съдийските длъжности. Идеята за мировия съд е заимствана от Руската империя, но мировите съдилища са познати още от 14 век, като изпърво възникват в Англия, откъдето институтът е заимстван и се разпространява в Прусия, Първата френска империя и другите европейски страни.
С измененията на закона от 1914 и 1917 година, за мирови съдии в България могат да бъдат назначавани „само лица, които са свършили юридическите науки, удостоверено с диплом, легализиран по установения ред.“

## Мирови съд в България
Мировият съд е едноличен орган с район на действие, определен със закон и обикновено съвпадащ с административната околия.
Историята на българската държава и право познава няколко последователни закона за мировите съдилища.
По същество в правораздавателната си дейност те заместват помирителните (полюбовните) съдилища. Мировият съд разглежда всякакви спорове, за които и двете страни са съгласни. Към мировите съдилища първоначално няма прокурор, а обвиненията за престъпления и простъпки по наказателните дела, които са му подсъдни, се поддържат от полицейските или административните органи, както и от пострадалите.
| „ | В дела, които могат да се прекратяват с помиряване на страните, мировият съдия е обязан да ги склонява на мир и само в случай на неуспех в туй, да пристъпва към постановление на присъдата в пределите на предоставената му власт. | “ |

| „ | Огледи, освидетелствания и разтърсвания (обиски) се правят или от самия мирови съдия, или чрез полицията по негова поръчка. Да прави огледи, освидетелствания и обиск мировият съдия възлага на местната полиция само тогава, когато, по някакви обстоятелства, тези действия той лично не може извърши, а пък да ги отложи за друг път не бива. | “ |

- Изпълнителен лист. Княжество България, 1898 г., дело № 2787 от 1897 г.
- Призовка на свидетел по углавно дело. Русенски мирови съдия, за 1923 г.
- Удостоверение от мирови съдия, гр. Неврокоп, 30.04.1927 г. – за вписване на имоти в ипотечните книги на нотариуса при окръжния съд.
- Пълномощно от 01.11.1927 г., удостоверено нотариално от Неврокопски мирови съдия, Царство България.